# Marcel Balthasar
Marcel Balthasar (* 4. Juni 1939 in Luxemburg) ist ein ehemaliger luxemburgischer Bogenschütze.
Balthasar nahm an den Olympischen Spielen 1972 in München teil und beendete den Wettkampf im Bogenschießen auf Rang 39.
1974 war er Sportler des Jahres in Luxemburg.